# Гладушко, Александра Маркияновна
Александра Маркияновна Гладушко (20 апреля 1913, село Селидовка, Екатеринославская губерния — 1998, Селидово, Донецкая область) — доярка колхоза имени Жданова Селидовского района Сталинской области, Украинская ССР. Герой Социалистического Труда (1958).

## Биография
Родилась в 1913 году в крестьянской семье в селе Селидовка (с 1956 года — город Селидово). После окончания местной начальной школы трудилась в сельском хозяйстве. Во время коллективизации вступила в один из колхозов (после укрупнения в 1951 году — колхоз имени Жданова) в родном селе. В послевоенные годы — доярка колхоза имени Жданова Селидовского района.
Ежегодно показывала высокие трудовые результаты. В 1954 году одна из первых доярок Селидовского района подошла к рубежу в пять тысяч килограммов с каждой фуражной коровы. В 1955 году надоила 5008 килограммов молока и заняла первое место в социалистическом соревновании среди доярок Сталинской области. В 1955 году участвовала во Всесоюзной выставке ВСХВ.
В 1957 году надоила в среднем по 4050 килограммов молока с каждой коровы от 18 обслуживаемых за ней коров. Указом Президиума Верховного Совета СССР от 26 февраля 1958 года удостоена звания Героя Социалистического Труда за «особые заслуги в развитии сельского хозяйства и достижение высоких показателей по производству зерна, сахарной свёклы, мяса, молока и других продуктов сельского хозяйства и внедрение в производство достижений науки и передового опыта» с вручением ордена Ленина и золотой медали «Серп и Молот» (№ 7911).
В 1955 году участвовала во Всесоюзной выставке ВСХВ. В последующие годы продолжала демонстрировать высокие показатели по надою молока. Занимала передовые места в социалистическом соревновании среди доярок Селидовского района и Донецкой области. По итогам Семилетки (1959—1965) награждена вторым Орденом Ленина.
После выхода на пенсию проживала в Селидово. С 1967 года — персональный пенсионер союзного значения. Умерла в 1998 году.
Награды
- Герой Социалистического Труда
- Орден Ленина — дважды (1958; 22.03.1966)
- Большая золотая медаль ВСХВ (1955)